# Волков Віталій
Волков Віталій (5 липня 1900 — 18 грудня 1973, Філадельфія) — український письменник, прозаїк, автор фантастичних оповідань і повістей.

## Біографія
Народився 5 липня 1900 р. на Волині. Закінчив Дубенську гімназію. У 1918 р. почав навчання на математичному відділенні Київського університету, потім вчився у Варшавському університеті. Закінчив курси книговодства і працював за цим фахом у Рівному. У 1949 р. емігрував до США, оселився у Філадельфії. Працював робітником, потім службовцем у банку. Помер 18 грудня 1973 р. у Філадельфії, похований на українському православному цвинтарі у Саут-Баунд-Бруку (штат Нью-Джерсі).
Український письменник, автор фантастичних оповідань і повістей, лексикограф, член «Науково-дослідного товариства української термінології» та ОУП «Слово».

## Творчий доробок
Автор збірки оповідань «Загадковий перстень» (1951), «Перекусничок» (1970); романів «Довбуш»
(1963), «Таємниця космосу» (1973).
- Волков В. Загадковий перстень. Збірка оповідань. — Філадельфія: Америка, 1951. — 106 с.
- Волков В. Здобуття Києва. Спогад // Слово: Збірник 3. — Нью-Йорк: ОУП, 1968. — С. 444—448.
- Волков В. Довбуш. Роман. — Вінніпег: Тризуб, 1963. — 304 с.
- Волков В. Перекусничок. Оповідання. Статті. Фейлетони. — Філадельфія: Накладом автора, 1970. — 216 с.